# Татяна Тибулек
Татяна Тибулек (на румънски: Tatiana Țîbuleac) е молдовско-румънска журналистка и писателка на произведения в жанра драма.

## Биография и творчество
Татяна Тибулек е родена на 15 октомври 1978 г. в Кишинев, СССР. Завършва журналистика и комуникации в Молдовския държавен университет.
Става известна рубриката си „Истински истории“, която публикува във вестник „Флукс“ в средата на 90-те години. Работи като телевизионен репортер, редактор и водещ на новини в PRO TV Кишинев. Работи къщо в Молдова за UNICEF. Премества се в Париж през 2008 г.
През 2014 г. е издадена първата ѝ книга, сборникът с разкази „Fabule Moderne“ (Модерни басни). През 2017 г. е издаден първият ѝ роман „Vara în care mama a aut ochii verzi“ (Лятото майка ми имаше зелени очи). Книгата представя историята на жена болна от рак нейния син, които пристигат в село във Франция и прекарват последното лято там. Романът печели множество литературни награди – наградата на Съюза на писателите в Молдова, с наградата на културното литературно списание „Наблюдател“ в Букурещ и наградата на фестивала FILIT в Яш. Преведен е на френски и испански език.
Вторият ѝ роман „Grădina de sticlă“ (Стъклената градина) е издаден през 2018 г. Главната героиня е сираче, осиновено селско сиропиталище от самотна и амбициозна жена, което израства между два езика и две култури, в годините, когато се променят границите и политическите системи, и израснала открива мултикултурен Кишинев. През 2019 г. романът получава наградата за литература на Европейския съюз.
Татяна Тибулек живее със семейството си в Париж.

## Произведения
- Fabule Moderne (2014) – сборник разкази
- Vara în care mama a avut ochii verzi (2017)
- Grădina de sticlă (2018) – награда за литература на Европейския съюз